# Torri di Bismarck

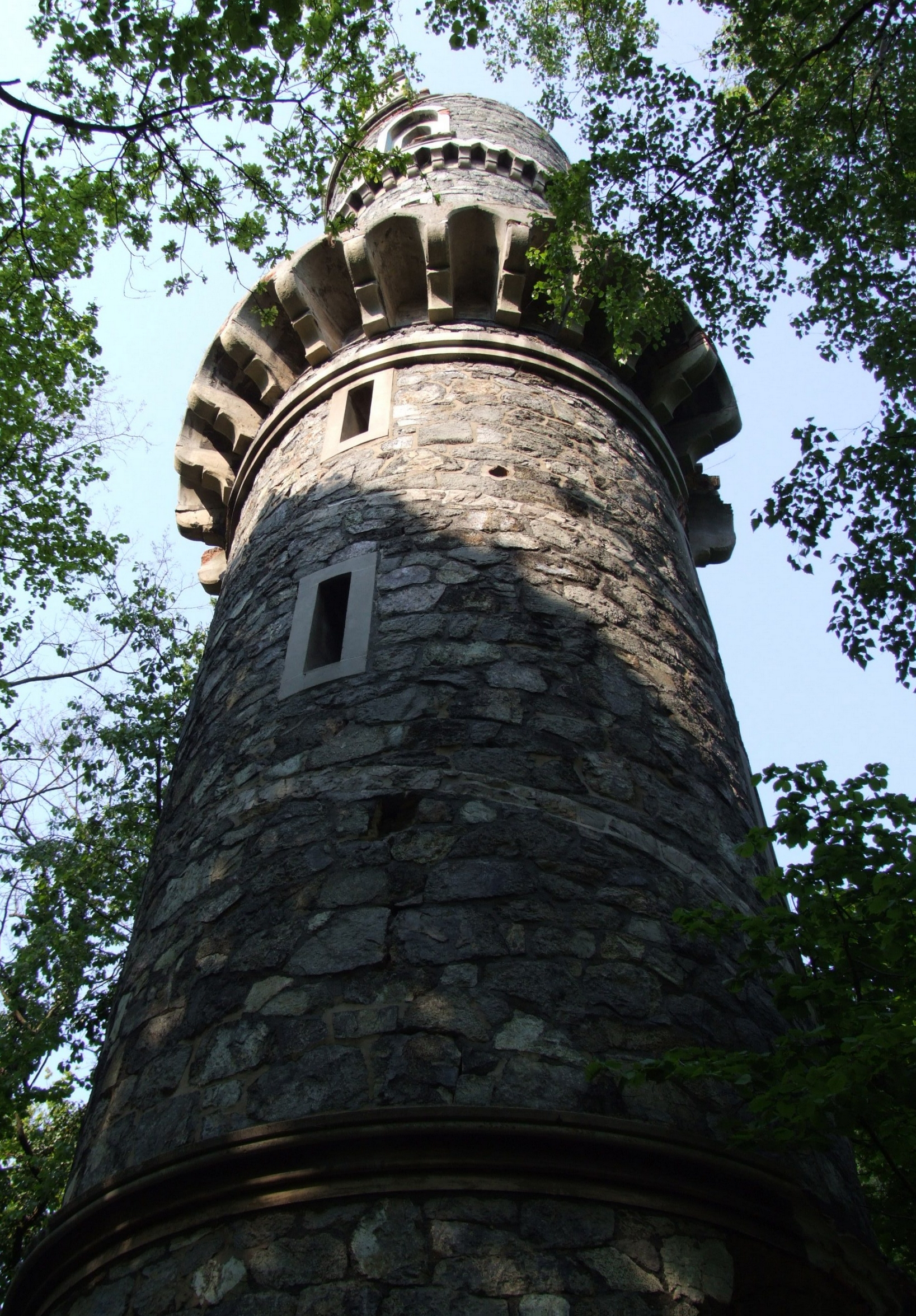
Prima torre di Bismarck a Janówek

Le torri di Bismarck (Bismarckturm) sono una tipologia di monumento, erette, seguendo degli standard più o meno precisi, in tutta la Prussia tra il 1869 e il 1934 in onore del cancelliere Otto von Bismarck.
Kloss e Seele nel 2007 censirono circa 234 torri, disseminate nel territorio, ma ne vennero scoperte altre sei negli anni successivi. Di esse, soltanto 173 rimangono integre. Alcune, tra cui tutte e 47 quelle basate sul disegno di Wilhelm Kreis Götterdämmerung, vennero costruite sotto la denominazione Colonne di Bismarck (Bismarcksäulen) o convertite per aderire al progetto. 
Il progetto della torre venne scelto da un congresso dell'unione studentesca nel 1899, che doveva incoraggiare l'erezione del maggior numero possibile di fari (e non torri di osservazione). Ma altre torri di Bismarck, ad esempio quelle che erano puramente fari senza funzione di osservazione, erano spesso chiamate colonne di Bismarck.

## Storia

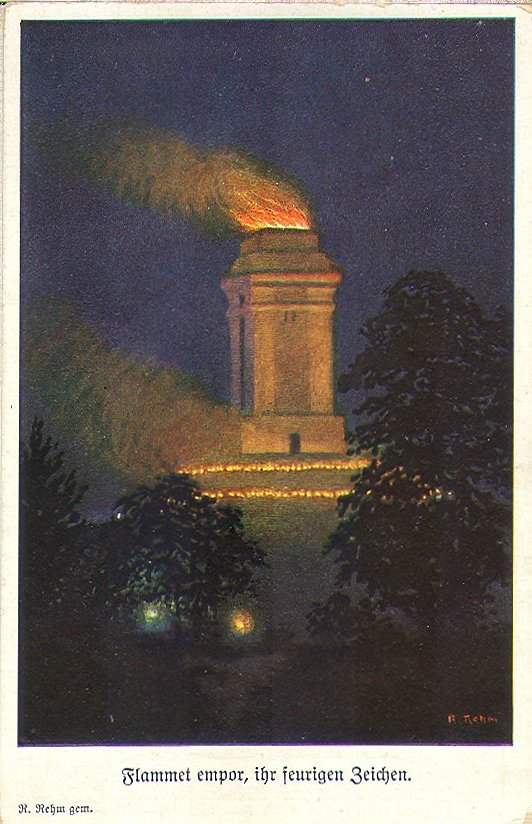
Disegno di una Götterdämmerung illuminata

La prima torre di Bismarck al mondo si trova in Polonia. Fu eretta per iniziativa privata nel 1869 nel villaggio di Ober-Johnsdorf (ora Janówek), nella Slesia inferiore, allora parte della Prussia. Sorge in cima alla collina chiamata Jańska Góra, 253 m sul livello del mare. La torre stessa è alta 23 metri. Il finanziatore era un ufficiale prussiano in pensione, Friedrich Schröter (1820–1888), un ricco proprietario terriero della vicina Wättrisch.
Nel 1899, un anno dopo la morte di Bismarck, le confraternite tedesche Studentenverbindung scelsero come standard realizzativo per ogni costruzione uno dei progetti presentati dall'architetto Wilhelm Kreis in un concorso di architettura, ovvero quello pluripremiato della colonna antincendio Götterdämmerung di granito o arenaria. La struttura massiccia e tozza poteva essere costruita a diverse altezze e larghezze a seconda della quantità di denaro donata per la realizzazione.
Come manifestazione del culto di Bismarck, furono costruiti in vari stili in luoghi dell'Impero tedesco, comprese le colonie nella Nuova Guinea (Penisola Gazelle), Camerun (vicino a Limbe) e Tanzania, nonché in aree dell'Europa che, all'epoca, facevano parte della Germania, ma che ora si trovano all'interno dei confini di Polonia, Francia, Danimarca o Russia. Le torri di Bismarck furono costruite anche in Austria, nella Repubblica Ceca e a Concepción (Cile).
Ogni torre di Bismarck era intesa come un faro, con i bracieri accesi in giorni specifici in onore dell'ex cancelliere per commemorare il suo successo nell'unificazione della Germania nel 1871. Sebbene la maggior parte delle torri includesse installazioni di fuoco, i piani per un segnale luminoso nazionale fallirono. Tra gli architetti che contribuirono alla costruzione di questi edifici, vi sono lo stesso Wilhelm Kreis, che ne costruì 58 (47 su progetto Götterdämmerung), e Bruno Schmitz.